# 皮斯坎蓬塔山
10°03′47″S 77°00′42″W / 10.06306°S 77.01167°W
皮斯坎蓬塔山（Pisqan Punta），是秘魯的山峰，位於該國北部安卡什大區，由博洛涅西省的瓦斯塔區負責管轄，屬於瓦良卡山脈的一部分，海拔高度4,800米。